# Anna Oxa (album)
Anna Oxa è il secondo album dell'omonima cantante italiana, pubblicato nel 1979.
Contiene il brano Pagliaccio azzurro.
Quasi tutti i brani di questo album sono eseguiti dalla cantante nel film Maschio, femmina, fiore, frutto.

## Tracce
Lato A
1. La sonnambula (M. Monti, Righini)
2. Codice uomo (P. Cassella, Cerelli, Federighi)
3. Un'altra me (The other side of me) (N. Sedaka, F. Evangelisti)
4. Tango (P. Cassella, Caviri, Wright)

Lato B
1. Guidare un treno (Can't Take The Hurt Anymore) (M. Monti, Gori, Andrew)
2. Il pagliaccio azzurro (Till it shines) (P. Cassella, B. Seger)
3. Matto (I. Fossati)
4. Notti per due (Because the night) (P. Cassella, Bruce Springsteen, Patti Smith)
5. Un sogno in tasca (If we could go right back again) ((F. Begerano - Jacopucci))

## Formazione
- Anna Oxa – voce
- Barry De Souza – batteria
- Jack Emblow – fisarmonica, musette de cour
- Bruce Lynch – basso
- Nigel Jenkins – chitarra acustica, chitarra elettrica
- Stan Barrett – percussioni
- Dick Holmes – tastiera
- Barry Morgan – batteria
- Roy Babbington – basso
- Clem Cattini – batteria, percussioni
- Paul Keogh – chitarra acustica, chitarra elettrica
- Ricky Hitchcock – chitarra acustica, chitarra elettrica
- Hugo D'Alton – mandolino
- John Dean – percussioni
- Tommy Reilly – armonica